# Rebstockbad

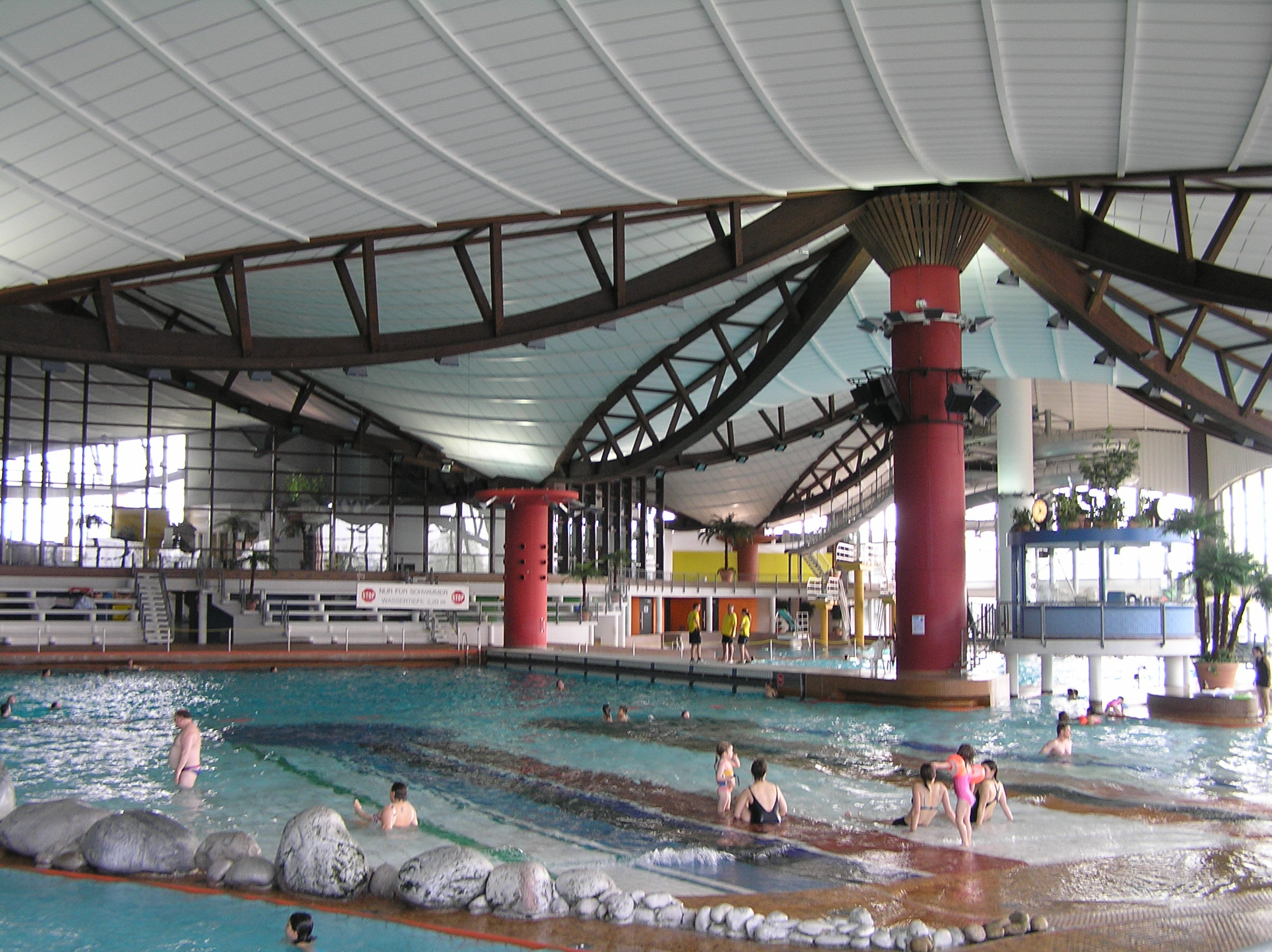
Innenansicht altes Rebstockbad (2007)

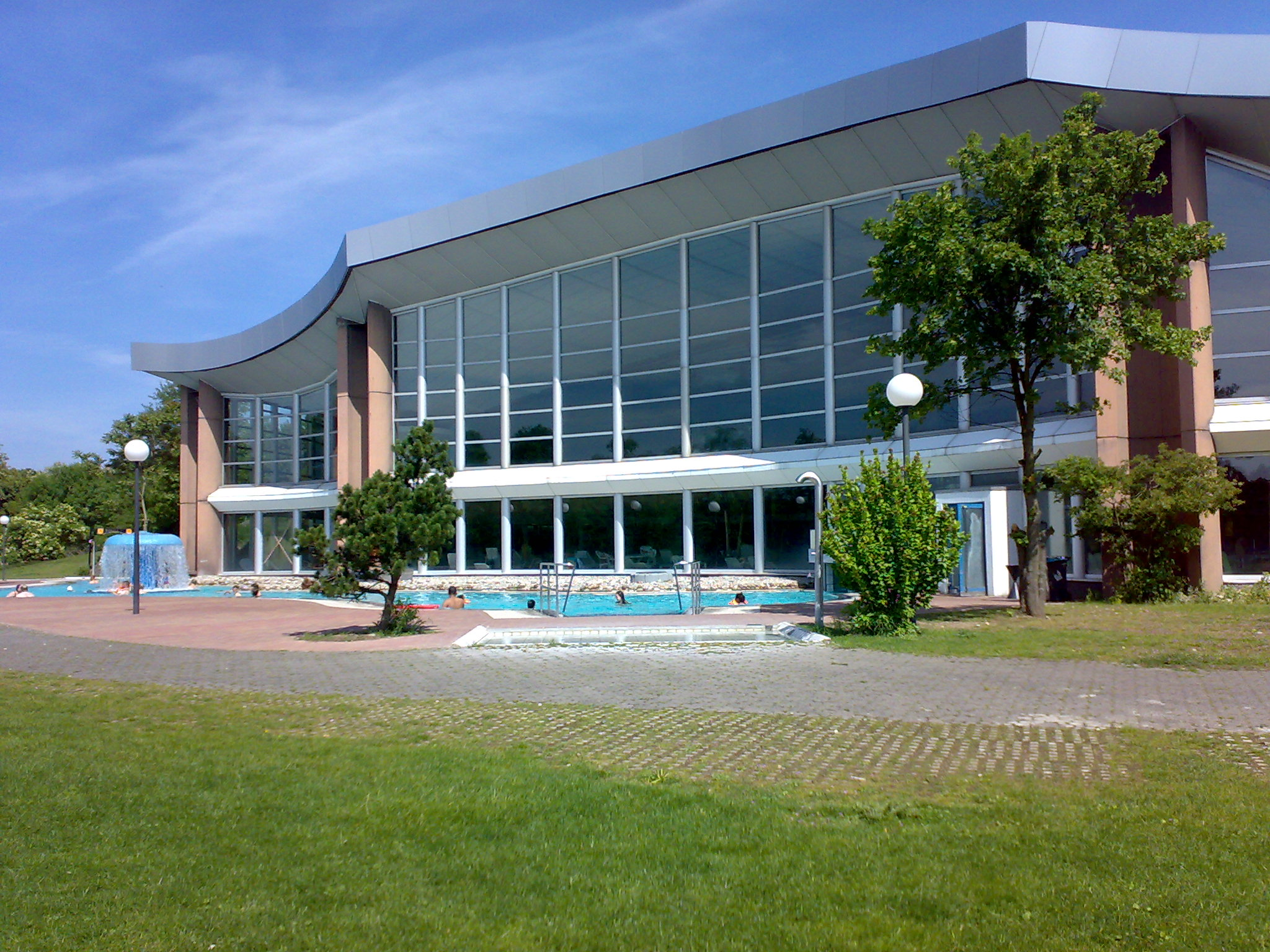
Außenbecken altes Rebstockbad (2009)

Das Rebstockbad war das größte städtische Hallenbad in Frankfurt am Main und bot bis zu 3.000 Badegästen Platz. Mit 500.000 Besuchern jährlich und gut 22 Millionen insgesamt war es eines der meistbesuchten Bäder Deutschlands. Bei seiner Eröffnung 1982 war es eines der ersten „Erlebnisbäder“ in Deutschland.
Am 30. April 2021 wurde das Erlebnisbad geschlossen und anschließend zurückgebaut. Bis voraussichtlich zum Jahr 2027 entsteht am gleichen Standort für 100 Millionen Euro ein Neubau.

## Geschichte
Das Rebstockbad in Frankfurt wurde zwischen 1979 und 1982 errichtet. Auffällig war die an japanische Vorbilder erinnernde Architektur. Der Frankfurter Architekt Dieter Glaser konstruierte eine spektakuläre Deckengestaltung, bei der mittels zeltähnlicher Deckenelemente eine großzügige und doch klar gegliederte Halle entstand.

### Schließung
Mit der Zeit traten bei der hölzernen Dachkonstruktion durch Feuchtigkeit, Chlordämpfe und hohe Durchschnittstemperaturen Schäden auf, 2017 musste das Bad wegen Reparaturen zeitweise geschlossen werden.
Da die Kosten einer Generalsanierung auf etwa so hoch wie die eines Neubaus geschätzt wurden, stimmte die Frankfurter Stadtverordnetenversammlung am 23. August 2018 für den Abriss und Neubau.

## Ausstattung
Den Gästen standen im Schwimmbereich ein 1-Meter- und ein 3-Meter-Brett sowie ein 3-Meter- und ein 5-Meter-Sprungturm, zwei Wasserrutschen sowie ein Wellenbecken und ein Außenbecken zur Verfügung. Im Außenbereich gab es einen Spielplatz und ein Beachvolleyballfeld. Die Fläche der Badeebene betrug 7.800 m². Die Gesamtwasserfläche betrug 3.200 m².
Sportliche Badegäste konnten in einem 25 Meter langen Schwimmbecken trainieren, das für internationale Wettkämpfe auf 50 Meter vergrößerbar war, oder in den Fitnessraum gehen. Des Weiteren wurden unter Anleitung Gymnastikkurse am und im Wasser angeboten. Zum Entspannen gab es Whirlpools, Solarien, Saunen, Massagedüsen und Ruhezonen.
In dem vom Schwimmbereich abgetrennten Saunabereich befanden sich sechs Innensaunen, ein Dampfbad, eine Kältekammer, Whirlpools und ein Wintergarten. Im Außenbereich befand sich ein großes Kaltwasserbecken sowie drei Außensaunen. Der Saunabereich im Rebstockbad hatte aufgrund fernöstlich angehauchtem Interieur den Namen Heian-Kyo-Sauna.

## Lage und Verkehrsanbindung
Das Rebstockbad befand sich am Rebstockweiher im Rebstockgelände, einem ehemaligen Flughafen im Stadtteil Bockenheim.
Mit dem ÖPNV war das Erlebnisbad über die Haltestelle Rebstockbad mit der Straßenbahn-Linie 17 und der Bus-Linie 50 erreichbar.
(Da am gleichen Standort ein „neues“ Rebstockbad entsteht, behält die Haltestelle weiterhin ihren Namen.)